# Андрияшев, Анатолий Петрович
Анатолий Петрович Андрияшев (6 [19] августа 1910, Монпелье, Франция — 4 января 2009, Санкт-Петербург) — советский российский ихтиолог, зоогеограф, один из крупнейших специалистов по глубоководным рыбам. Автор более 250 научных работ.

## Вехи биографии
- 1933 — окончил биологический факультет Ленинградского государственного университета по специальности «Ихтиология».
- 1938—1939 — лаборант, доцент ЛГУ.
- 1939—1943 — старший научный сотрудник Севастопольской биологической станции, затем — сотрудник Зоологического института (ЗИН) АН СССР.
- 1943—1946 — учёный секретарь ЗИН АН СССР, с 1946 года — заместитель директора по науке.
  - позднее — старший, затем главный научный сотрудник, заведующий отделом рыб Арктики и Антарктики.
- 1951 — защита диссертации на соискание учёной степени доктора биологических наук «Фауна рыб северных морей СССР и её происхождение»
- 1 июля 1966 избран членом-корреспондентом АН СССР в отделение общей биологии по специальности «Зоология».

## Признание
- Доктор биологических наук (1951), профессор (1970)
- Член-корреспондент АН СССР (1966)
- Лауреат Государственной премии СССР (1971)
- Награждён золотой медалью имени Л. С. Берга РАН(1991)
- Почётный полярник СССР (1947)
- Почётный член Европейского союза ихтиолологов (1985)
- Заслуженный соросовский профессор (1994)
- Награждён 5 орденами СССР
- Действительный член РАЕН (1994).
- Иностранный почётный член Американского общества ихтиологов и герпетологов (1968), в 1982—85 вице-президент общества.
- В честь учёного назван скат рода глубоководных скатов[1].

## Публикации

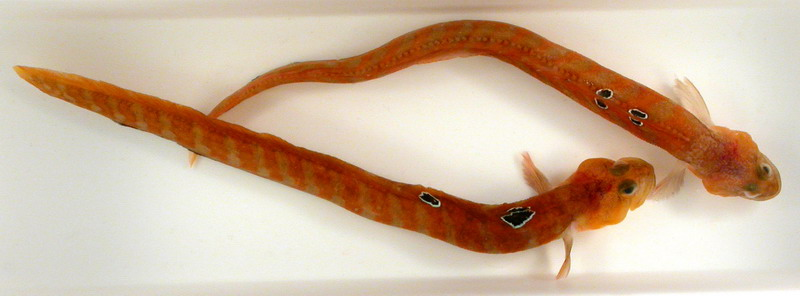
Gymnelus hemifasciatus, один из видов, впервые описанных Андрияшевым

- Андрияшев А. П. Новые данные о глубоководных рыбах Берингова моря // Докл. АН СССР. 1935. Т. 4 (11), № 1-2. С. 105—108.
- Андрияшев А. П. Об амфипацифическом (японо-орегонском) распространении морской фауны в северной части Тихого океана // Зоол. журн. 1939а. Т. 18, вып. 2. С. 181—191.
- Андрияшев А. П. Очерк зоогеографии и происхождения фауны рыб Берингова моря и сопредельных вод. — Л. : Изд-во ЛГУ, 1939б. — 187 с.
- Андрияшев А. П. Древнеглубоководные и вторичноглубоководные формы рыб и их значение для зоогеографического анализа // Очерки по общим вопросам ихтиологии / под ред. Г. У. Линдберга. М. ; Л. : Изд-во АН СССР, 1953. С. 58-64.
- Андрияшев А. П. Обзор фауны рыб Антарктики // Исслед. фауны морей. 1964. Т. 2 (10). C. 335—386.
- Андрияшев А. П. О микрофлоре и фауне, связанной с антарктическим припайным льдом // Зоол. журн. 1967. Т. 46, вып. 10. С. 1585—1593.
- Андрияшев А. П. Некоторые добавления к системе вертикальной зональности морской донной фауны // Гидробиология и биогеография шельфов холодных и умеренных вод Мирового океана : тез. докл. Всесоюз. симпоз., Ленинград, 18-21 нояб. 1974 г. / под ред. А. Н. Голикова. Л. : Наука, 1974. С. 6-7.
- Андрияшев А. П. О некоторых вопросах вертикальной зональности морской донной фауны // Биологические ресурсы гидросферы и их использование. Биологические ресурсы Мирового океана / под ред. С. А. Студенецкого. М.: Наука, 1979. С. 117—138.
- Андрияшев А. П. Общий обзор фауны донных рыб Антарктики // Тр. Зоол. ин-та АН СССР. 1986. Т. 153. С. 9-45.
- Andriashev A. P. A general review of the Antarctic fish fauna // Biogeography and ecology in Antarctica / eds J. Van Mieghem, P. Van Ove. Hague : Junk, 1965. P. 491—550 (Monogr. Biol. ; Vol. 15).
- Andriashev A. P. Cryopelagic fishes of the Arctic and Antarctic and their significance in polar ecosystems // Antarctic ecology / ed. M.W. Holdgate. N.Y. : Acad. Press, 1970. P. 297—304.
- Андрияшев А. П. Развитие идей Л. С. Берга о биполярности морской фауны // Биология моря. 1987. № 2. С. 60-67.